# Sven Berger
Sven Erik Berger, född 19 februari 1938 i Orsa församling, Kopparbergs län, är en svensk musiker, tidigare lektor i musik och en av pionjärerna inom rörelsen för tidig musik. Han startade bland annat ensemblerna Joculatores Upsalienses (1965) och Convivium Musicum Gothenburgense (1975), båda med historiska instrument.

## Verksamhet
Som utövande musiker på historiska blåsinstrument har han medverkat på konserter och skivinspelningar i sina egna och andra grupper. Han har även undervisat på sommarkurser i tidig musik både i Sverige och utomlands. Hela tiden har han bedrivit ett omfattande bakgrundsarbete i form av transkriptioner av och rekonstruktioner utifrån gamla notskrifter samt egna arrangemang av musik från 1100-talet till modern tid.
Berger växte upp i Orsa i den folkmusikaliska tradition som kommer till uttryck på tvärflöjt, låtpipa, vallur, vallhorn och dalasäckpipa. 
Han blev 1967 anställd vid Musikmuseet i Stockholm. Genom att vid sina visningar spela på många olika instrument skapade han en märkbar uppgång i antal besökare. Det var på Musikmuseet som Jan Johansson uppmärksammade Sven Berger och engagerade honom som multiinstrumentalist och improvisatör på sin skivinspelning Musik genom fyra sekler (1968). 
År 1973 flyttade Sven Berger till Göteborg och började undervisa blivande musiklärare på musikhögskolan vid Göteborgs universitet. Där kom han att verka som lektor i äldre epokers musik fram till sin pensionering 2003. Vid sidan av undervisningen hade han även en roll som skribent i Sohlmans Musiklexikon och Nationalencyklopedin. Under 1970- och 1980-talen var han medlem i juryn vid uppspelningarna för Zorn-märket. Sedan 1978 är han konsult i bolaget Musica Rediviva.
Han är sedan 1977 gift med Satoko Berger Fujimoto, född 27 mars 1942, som driver Musica Rediviva.

## Diskografi
- 2016: Musik & Hemslöjd[8]